# German Beach Tour 2025
Die German Beach Tour 2025 ist die höchste deutsche Turnierserie im Beachvolleyball. Sie wird mit acht Turnieren in fünf Städten ausgetragen. Am Ende findet die Deutsche Meisterschaft in Timmendorfer Strand statt.

## Turniere
Die acht Turniere werden von Mai bis August ausgetragen. Organisation und Vermarktung übernimmt die NBO Event GmbH.
| Datum              | Stadt      | Austragungsort                                    | Siegerinnen                         | Sieger                            |
| ------------------ | ---------- | ------------------------------------------------- | ----------------------------------- | --------------------------------- |
| 8.–11. Mai         | Düsseldorf | Allianz GBT-Stadion am Robert-Lehr-Ufer           | Lisa-Sophie Kotzan / Tabea Schwarz  | Paul Henning / Lui Wüst           |
| 15.–18. Mai        | Düsseldorf | Allianz GBT-Stadion                               | Svenja Müller / Cinja Tillmann      | Nils Ehlers / Clemens Wickler     |
| 29. Mai. – 1. Juni | Hamburg    | Heiligengeistfeld                                 | Lea Sophie Kunst / Melanie Paul     | Sven Winter / Lukas Pfretzschner  |
| 12.–15. Juni       | Bremen     | Waterfront AG-Weser-Straße 3                      | Nele Barber / Melanie Gernert       | Jonas Reinhardt / Robin Sowa      |
| 3.–6. Juli         | München    | Zentraler Hochschulsport: Beach- und Tennisanlage | Karla Borger / Hanna-Marie Schieder | Luis Kubo / David Poniewaz        |
| 10.–13. Juli       | München    | Zentraler Hochschulsport: Beach- und Tennisanlage | Lea Sophie Kunst / Melanie Paul     | Paul Henning / Lui Wüst           |
| 14.–17. August     | Berlin     | Funkhaus Beach                                    | Nele Barber / Melanie Gernert       | Alexander Horst / Moritz Pristauz |
| 21.–24. August     | Berlin     | Funkhaus Beach                                    |                                     |                                   |

## 2. Deutsche Beach Tour
Neben der German Beach Tour fand 2025 erneut eine zusätzliche Turnierserie statt. Diese setzte sich aus zwei Turnieren der Serie „Rock the Beach“ sowie dem Turnier auf Norderney zusammen. Von Anfang Juni bis Anfang August wurden bei den drei Turnieren Beachvolleyball mit Festivals kombiniert.
| Datum         | Stadt            | Austragungsort               | Festival             | Siegerinnen                        | Sieger                       |
| ------------- | ---------------- | ---------------------------- | -------------------- | ---------------------------------- | ---------------------------- |
| 6.–8. Juni    | Norderney        | Nordstrand                   | White Sands Festival | Lisa-Sophie Kotzan / Tabea Schwarz | Luis Kubo / Cedrik Moede     |
| 4.–6. Juli    | St. Peter-Ording | Eventgelände Ordinger Strand |                      | Elea Beutel / Leonie Klinke        | Yannik Ahr / Luis Henrichs   |
| 8.–10. August | Borkum           | Nordbad                      | Beach Days Borkum    | Anna Behlen / Sarah Schulz         | Manuel Harms / Yannick Harms |